# Виноделие на Украине

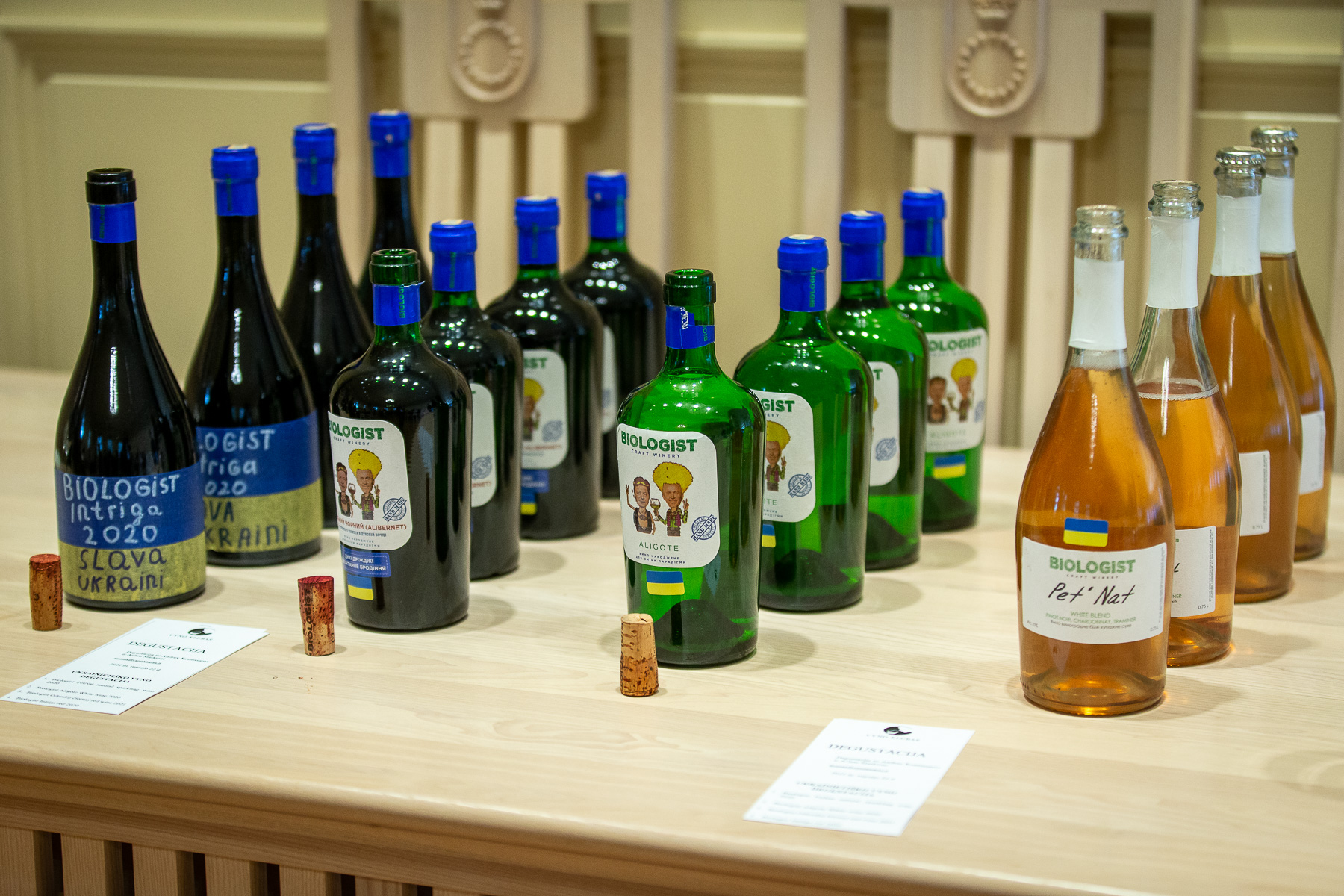
Украинское вино

Виноделие Украины — отрасль пищевой промышленности Украины.
Страна имеет хорошо налаженную винную промышленность с давними традициями. Некоторые из украинских вин экспортируются в соседние страны например в страны Европейского союз и страны Северной Америки.

## История
Средневековье. Монастыри
В соответствии с историческими сведениями, в XI – XII веках виноградарство и виноделие развивалось на территории северной Украины, где большая часть виноградников принадлежала монастырям, в частности Киево-Печерскому, в окрестностях Чернигова, где начинают производить вино монахи, или в IV веке до н. э. на Южном берегу Крыма. Исторически сложилось, что винодельческие регионы современной Украины находились в составе разных государств, были населены разными народами и до сих пор резко отличаются по климатическим условиям.
УССР
По состоянию на 1940-й год (советский период УССР) общая площадь виноградников составила 103,2 тыс. гектаров, в республике созданы необходимые условия для развития винодельческой отрасли. Существенный ущерб был нанесен во время Второй мировой войны – к 1945 году площадь виноградных насаждений сократилась до 68 тыс. гектаров, часть которых оказались в запущенном состоянии. Послевоенное восстановление отрасли приводит к тому, что УССР становится самым большим поставщиком вин в СССР.
Катастрофа случилась в 1986 году, когда около 800 км² виноградников было уничтожено во время антиалкогольной кампании.
Независимость
Начиная с 2000 года производство и экспорт вина возрастают.
После аннексии Крыма Украина потеряла не только 17 тыс. гектар виноградников, но и винодельческие предприятия, которые обеспечивали материк вином на 60 %.

## Культивируемые сорта винограда
Многие сорта винограда можно выращивать на всей территории Украины. Однако наиболее благоприятные условия для его произрастания наблюдаются в тех регионах, где мягкая зима и долгое жаркое лето (наибольшее количество виноградников страны находится в Одесском регионе, в частности, на юге области — в украинской Бессарабии, на втором месте — Крым, остальные примерно 17 % насаждений — в Николаевской, Херсонской, Закарпатской и Запорожской областях).
Технические сорта винограда (которые идут на производство алкогольных напитков) составляют 95 % урожая.

## Основные регионы виноделия
Вино производят в Южной Бессарабии, в Северном Причерноморье и в Закарпатье.
Винодельческая отрасль в Николаевской, Одесской и Херсонской областях начала развиваться после создания под Одессой НИИ им. Таирова, который начал работать параллельно с Институтом «Магарач». Промышленное производство винограда в регионе началось в 1970-е годы.
Значительное количество крымских вин разливались в АРК, но таковыми были лишь по названию, а по происхождению виноматериалов — одесского региона; аналогично (в основном, на одесских виноматериалах) работали заводы шампанских вин в Киеве, в Харькове и Днепропетровске.

## Производимые сорта
Белые сорта:
- Алиготе: цвет от бледно-соломенного до золотого, приятный тонкий, неповторимый вкус.
- Пино-гри и Пино-блан: вино имеет золотистые оттенки и гармоничный тонкий вкус.
- Рислинг: после 1,5 лет выдержки вкус приобретает особенную свежесть, изысканность. Аромат цветочный с приятным оттенком пихты и сосны.
- Шардоне: цвета светлых оттенков золота с приятным ароматом.
- Траминер: преобладают оттенки розы и шиповника.

Красные вина:
- Каберне Совиньон: король вин; цвет насыщенный тёмно-красный. Аромат полный с нотками чёрной смородины.
- Мерло: с оттенками вишни, вино с долгим послевкусием.
- Пино-нуар: красивый прозрачный вишнево-рубиновый цвет. Вкус элегантный, тонкий, изящный. В купажах используется только при приготовлении классического французского шампанского и игристых испанских вин типа Кава.
- Одесский чёрный (второе название Алиберне): местный сорт винограда, выведенный в 50-е года XX века путем скрещивания двух сортов винограда: Каберне Совиньон и Аликант Буше в Институте виноградарства и виноделия имени В. Е. Таирова в Одесской области.

Игристые вина
Производство игристых вин наподобие Советского шампанского возрастает. Большинство из игристых вин производят вблизи крупных городов таких как Киев, Бахмут, Львов, Одесса и Харьков. Большинство продукции базируется на сортах Пино-блан, Алиготе, Рислинг и Фетяска.

## Современные производители вина

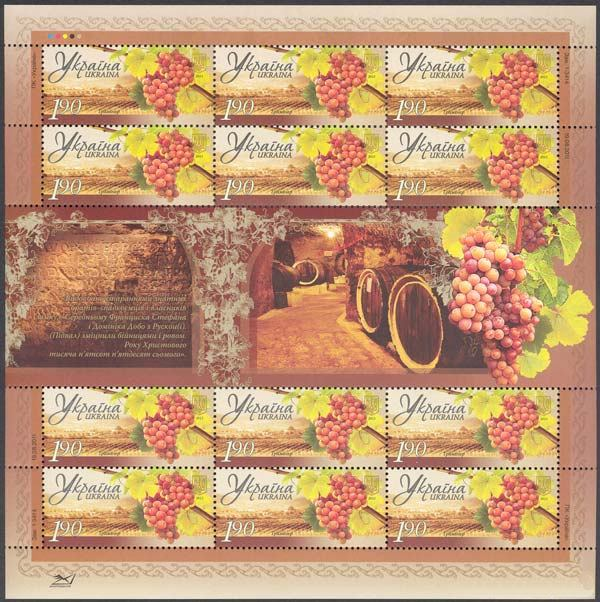
Почтовый лист Украины, 2011 год. Николаевская и Закарпатская области. Троллинер

В число крупнейших производителей входят «Шабо» (Одесская область), Одессавинпром (торговая марка «Французский бульвар»), Коблево (Николаевская область).
Коблево — известный на Украине производитель вин, выпускаемых под торговой маркой «Коблево» и «Bon Vin».
ТМ «Коблево» предлагает более 30 позиций вин (в том числе «Вино Коблево розовое», «Алиготе», «Баккара», «Изабелла», «Эсмеральда», «Рислинг», «Венеция» и т. д.). Одно из наиболее популярных вин — «Кагор». ТМ Коблево — обладатель ряда наград и премий. В её коллекции — 2 золотые, 18 серебряных и 10 бронзовых медалей, полученных на различных конкурсах и фестивалях («Крым. Вино», «Ялта. Золотой Грифон», «Винум» и др.).

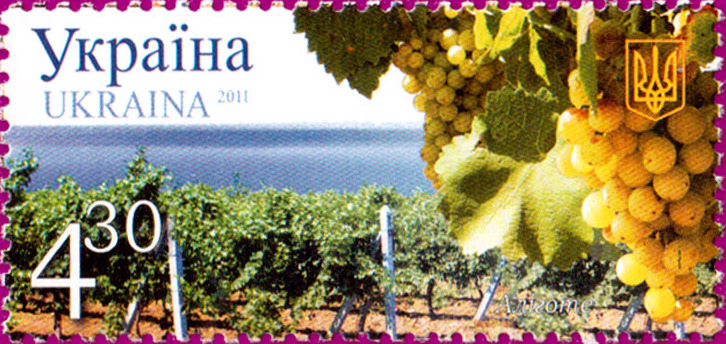
Почтовый лист Украины, 2011 год. Николаевская и Закарпатская области. Алиготе

В 2004 году ассортиментный ряд ПАО «Коблево» пополнился винами ТМ «Bon Vin»: столовыми сортовыми сухими винами «Шардоне», «Совиньон», «Рислинг», «Мерло» и «Каберне».
Шабо — предприятие с полный циклом производства расположено в с. Шабо, Белгород-Днестровского района, Одесской области, в одном из старейших регионов Европы. Компания «Шабо» является примером современного винодельческого комплекса. Уникальные супесчаные почвы, 1000 га собственных виноградников, огромные хранилища общей площадью 10000 м², современное европейское оборудование по переработке винограда а таrже «Винзавод Шабо», отвечающий всем требованиям евростандарта, создали производственную систему, которая позволяет эффективно контролировать качество от виноградной лозы до конечного продукта — вина ТМ «Шабо».
Колонист — Винодельня Колонист, семьи Плачковых, с небольшими объёмами производства 120—140 тысяч бутылок в год. Виноградники ТМ «Колонист» находятся на юге Одесской области в с. Криничное, которое входит в большой климатический пояс с мягким средиземноморским климатом (село Криничное находится на одной широте с Бордо, французским городом, который славится своими традициями и успехами в области виноделия.
На виноградниках «Колониста» выращивают Шардоне, Каберне, Мерло, Рислинг и другие европейские сорта. Продажа вина осуществляеться через большинство виномаркетов, представлено в крупных сетях вроде «Ашана», «Novus», и другие.
Винодельческое хозяйство Князя П. Н. Трубецкого — винодельческое хозяйство, которому больше сотни лет, производит вина по классической технологии. Уверенно занимает нишу в украинских супермаркетах по соотношению цена-качество. Находится в приселке Веселое села Казацкое, Херсонской области.
Представлены в трех сегментах:
- Молодая коллекция: «Рислинг», «Шардоне», «Алиготе», «Совиньон», «Пино блан», «Каберне»;
- Коллекция выдержанных вин (не менее полугода во французских дубовых бочках): «Алиготе», «Шардоне», «Каберне», «Мерло», «Пино нуар».
- Легендарные украинские марочные вина: «Оксамит України», «Перлина Степу», «Наддніпрянське».
- И премиальное купажное вино «Князь Трубецкой».

Котнар — это современный завод полного цикла производства, 200 Га собственных виноградников, завод первичного виноделия (на котором происходит переработка винограда и изготовления вин), завод вторичного виноделия (где готовую продукцию разливают в бутылки), винохранилища, находиться селе Мужиево Береговского района Закарпатской области. Наиболее распространенными сортами винограда являются «Алиготе», «Траминер», «Изабелла» и «Ркацетели».
Чизай — ещё одна Закарпатская марка. На виноградниках «Чизай» выращивают Рислинг Рейнский, Траминер розовый, Мерло, Каберне Совиньон и другие международные сорта. Средняя цена за бутылку — 65 гривен.
Вина Гулиевых — история этого семейного предприятия началась в 1998 году на каштановых южных черноземах недалеко от селения Большая Долина в Овидиопольском районе Одесской области. Тогда Рубен и Роберт Гулиевы приобрели саженцы винограда у французской компании «Хоаким Раймонд». Их лично доставил Жан-Мари Раймонд.
В настоящее время винное предприятие Гулиевых занимает огромные площади в 191 га. Здесь выращивается и обрабатывается множество сортов винограда: каберне-совиньон, мерло, шардоне, совиньон, рислинг, траминер и другие.
В 2002 году Гулиевы построили клоновый центр и тепличный комплекс площадью 6300 кв. м. Здесь выращивают саженцы, свободные от вирусных инфекций и заболеваний.
В 2005 году был построен современный винодельческий комплекс с использованием французских, итальянских и венгерских технологий переработки, прессования, ферментации, выдержки и хранения вин.
Куринь — Украинское фермерское хозяйство «Куринь» создает неподражаемые вина, за которыми в с. Степановка Херсонской области приезжают со всей Украины и даже из других стран: Франции, Италии, Греции, Болгарии, России и Украины не только для того, чтобы угоститься отменным вином, но едут и коллеги-виноделы — за бесценным опытом одной из первых украинских микровиноделен. Фермерское хозяйство обрабатывает 40 га виноградников, собирает и перерабатывает 60 т. винограда ежегодно. Вино «Куринь» продается в 2 фирменных магазинах. В хозяйстве активно следуют принципам органического производства и даже внедряют биодинамические каноны виноделия.
Винтрест — винодельческая компания с полным циклом производства. Винодельческий комплекс построен в 2005 году с использованием современных технологий производства; оборудование поставлено ведущими отраслевыми производителями — Франции, Италии, Венгрии. Общая площадь виноградников 650 га. Завод и производственная база расположены на территории Овидиопольского района Одесской области на расстоянии 25 км от центра города Одессы. 
С 2015 года под торговой маркой «Grande Vallée» выпускается линейка сухих сортовых вин.

## Авторское виноделие Украины
Авторское — производство вина небольшими партиями в собственных дворах, от домашнего вина отличается тем, что производят его профессионалы.
На Украине достаточное количество энтузиастов-профессионалов, винограда и технической базы, но наличие эффективно составленной законодательно базы является большой проблемой для авторских винокурен.
Украинские авторские виноделы неоднократно занимали почетные места на разных престижных мировых конкурсах.
Винодел Богдан Павлий — занимается винопроизводством с 2000 года и за это время испытал свыше 200 технических сортов винограда. После многолетних поисков остановился на белой классике.
В 2011 году заложил первый пробный виноградник 0,5 га в окрестностях Львова, основой которого являются следующие сорта: Шардоне, Совиньон блан, Сильванер, Алиготе, Рислинг, Йоханитер, Солярис, Мускарис, Ркацители розовый, Дунай Цвайгельт, Евмолпия, Неббиоло, Дублянский и Красавец.
На слепой дегустации, которую проводила Ассоциация сомелье Украины, Совиньон блан 2014 Богдана Павлия набрал 85,2 балла и стал победителем среди 51 образцов со всей Украины.
Винодельня Бейкуш — маленькая семейная винодельня в 2010 году Евгением Шнейдерисом. Площадь виноградников составляет 11 га, расположены они на Бейкушском мысе недалеко от Очакова. Процесс производства вина выстроен по классическим рецептам и основан на ручном труде. Сбор винограда, его сортировка, а также прессование проводятся без использования технических средств.
Винодельня Карла Шоша — частный винподвал находится в селе Кидеш, в пяти километрах от Берегово, во дворе хозяина, где он проживает со своей семьей.
Семья обслуживает 6 гектаров виноградников, на которых выращивается около 60 столовых и винных сортов винограда. Виноградники расположены на южном склоне горы рядом деревней.
Белые и красные, сухие и десертные вина изготавливаются в домашних условиях по традиционным технологиям с выдержкой в дубовых бочках, с использованием старинных и собственных рецептов. Дегустация вин проводится в уютном дегустационном зале на 25-30 гостей, обустроенном рядом с винным погребом, где можно продегустировать до 20 сортов закарпатских вин.
Винодельня Most Vine — Александр Пышьев представит частную винодельню Most Wine, которая находится в маленьком городке Мостиска, расположенном к юго-западу от Львова.
Наличие микроклиматической зоны позволяет выращивать здесь виноград хороших кондиций. Также Most Wine работает и с виноградом с юга Украины. особенностью в серии вин являются специальные вина, в частности, вермуты, которые изготавливаются по классической рецептуре, на прикарпатских травах.
Винодел Валерий Петров — винодел-энтузиаст, виноградники которого расположены в селе Струмок, Татарбунарского района Одесской области.
В основном, выращивает красные сорта: Каберне Совиньон, Мерло, есть немного Алиготе и Шардоне. Виноделием занимается вся семья — сын, дочь, зять и жена, которая, к тому же, по профессии — технолог-винодел. Валерий Петров исповедует органическое виноделие, не использует химию, а пользуется только органическими средствами защиты.
Винодел Игорь Зенталь — на своем маленьком винограднике под Киевом, Игорь Зенталь выращивает 12 технических сортов винограда из коллекции Магарача. Из восьми сортов в этом году сделал первые пробы вина: красные Мерло, Пино Нуар, Пино Менье, Каберне и белые Шардоне, Совиньон, Рислинг. Розовый Траминер. Остальные сорта стоят пока для размножения, это Пино Блан, Пино Гри, Мускат белый и Алиготе.
Винодельня Nota Bene — винодел Василий Надь производит вино из собственного виноградника на 2 гектарах земли в с. Мужиево, в 7 км от города Берегово и хранит его в 400 летнем подвале.
Серия вин представлена следующими сортами винограда — Мюллер Тургау, Мускат Оттонель, Шардоне, Каберне, Мерло и эксклюзивные Чёрный Доктор, Роза Закарпатья.

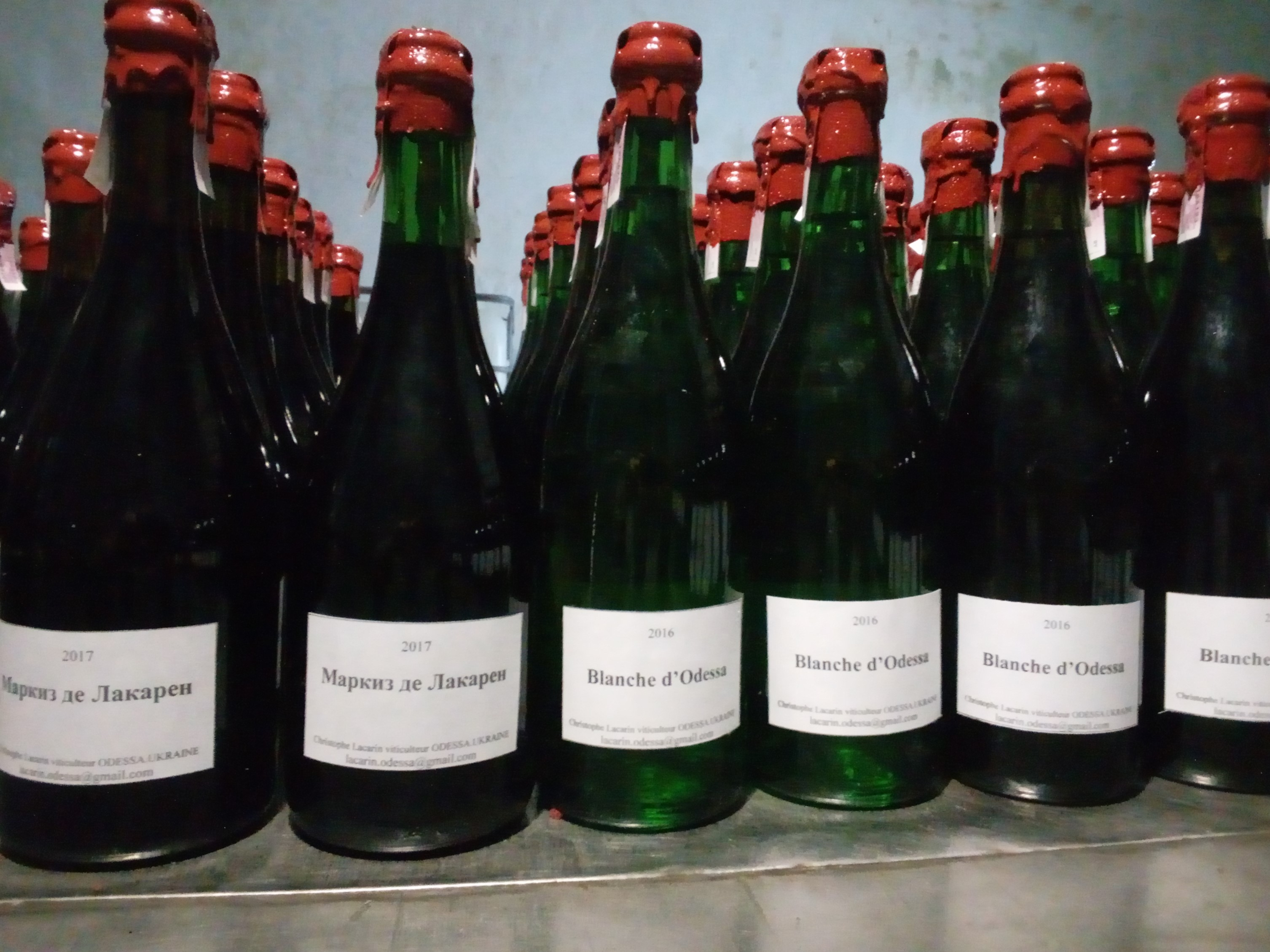
Вино Кристофа де Лакарена

Винодел Кристоф де Лакарен — парфюмер, а ныне винодел проживающий на Украине, Одесская область, с. Шабо .
Украина — страна огромных возможностей, — убежден Кристоф де Лакарен. — Мне намного интереснее развивать свой бизнес здесь, чем во Франции или любой другой европейской стране. Очень жаль, что украинцы не осознают, каким потенциалом владеют, и не используют его. К примеру, зачем вы покупаете в магазинах французское или чилийское вино по цене 150 или 200 гривен за бутылку? Здесь можно делать вино, которое по качеству будет превосходить французское, его цена может не превышать 50 гривен..
Каберне, совиньон, ркацители, шардоне и т. д. Вино из 14 сортов винограда француз производит на Украине уже более девяти лет. Со 150 гектаров земли он получает урожай — порядка 100 тонн винограда. Лакарен придерживается принципов экологического земледелия и виноградарства. Жюри профессионального фестиваля авторского вина «Живое вино Украины-2008» уже оценило продукцию Кристофа де Лакарена. Вину «Одесский чёрный» жюри присудило третье место в номинации «Столовые сухие ординарные вина».
Винодел Александр Ковач — самый известный винодел Западной Украины, глава «Союза частных виноградарей и виноделов Закарпатья». Его винодельня расположена в Ужгороде, где также расположен именной подвал, где всегда можно попробовать авторские вина.
Вино Александр делает из почти 20 сортов винограда
Винодельня Дона Алехандро - компания находится в 20-ти километрах от Одессы. Потенциал и возможности здесь колоссальные. Без зазрения совести можно посоветовать «Саперави» 2014 года — это гордость винодельни, а виноградник, с которого оно собрано, находится в 5 км от молдавской границы в районе Пуркари.
Винодел Игорь Заика — виноградарь и винодел-гаражист из днепропетровской области, в которой и производит вино неплохого качества. Является членом «Союза виноделов Крыма» и «Союза виноградарей и виноделов Одесской области». Ведет известный на украинских просторах блог, на котором там же можно и приобрести авторское вино.
Винодельня Елемира Кейса — вместе с женой и двумя детьми имеют собственный подвал и обслуживают уже несколько участков винограда общей площадью около 1,5 гектаров, расположенных на южном склоне горы рядом с селом Кидеш. Для приготовления вина семья Кейс выращивает более 30 сортов винограда в том числе около 20 европейских винных сортов. Белые и красные, сухие и десертные вина семьи Кейс готовятся по венгерскими традициями и собственным рецептам. Для приготовления и хранения вин используются дубовые бочки объёмом 200 и 500 литров. Винный подвал Элемир находится недалеко от города Берегово в маленьком венгерском селе Кидеш, где представлены уникальные закарпатские натуральные вина европейских сортов винограда.
Винодел Иван Урст — 63-летний винодел Иван Урста из села Большие Берега Береговского район выращивает виноград на 4 гектарах земли.такие сорта: Цвайгельт, Кадарка, Каберне Совиньон, Бианка, Мускат Оттонель, Рислинг Рейнский.
Виноградники расположены и растут в экологически чистой зоне района, в урочище «Малая гора», на высоте 200—250 метров над уровнем моря. Гора окружена смешанным дубово-буковым лесом. У подножия горы, с северо-восточном стороны расположен единственный в Закарпатье, более 300 летний дубовый пралес «Атак». Уникальные почвенно-климатические и экологические условия, юго-западные способствуют выращиванию сладкого винограда. Выращивание винограда максимально направлена на биотехнологию. Ради качества, урожайность каждого куста ограничивается до оптимальной.
Микровиноделие, переработка винограда водится по дедовской и кахетинские технологиями, направленная на изготовление высококачественных, марочных, высокоэкстрактных вин. Выдержки вин проходит в дубовых бочках не менее чем 18 месяцев.
Винодел Михаил Полычко — Дом вина «Гостеприимная усадьба семьи Михаила Полычко» размещена на околице города Виноградов, Закарпатской области, на юго-западном склоне Чёрной горы, лесной массив которой является государственным заповедником, а на низких склонам растут сады и виноградники.
На земельном участке усадьбы Михаила Полычко располагается и плодоносит коллекционный виноградник, в котором собрано более, чем 250 сортов винограда столового и технического назначения. Производство вина расположено в подвале дома вина. Температура подвала поддерживается на уровне 14-16С в течение всего года. В подвале можно ознакомиться с технологией вызревания и хранения вина.
На первом этаже дома расположен дегустационный зал. Дегустация вина проходит в теплой, домашней обстановке. Гости имеют свободный доступ в сад и виноградник. С июля по декабрь на виноградниках постоянно дозревает столовый виноград.
Винодел Иван Данч — первый винодел в семье, Иван Данч занимается выращиванием винограда уже много лет. На двух гектарах земли в с. Кидеш, Береговского района выращивает около 20 видов винограда. Особенную ценность для Ивана имеет очень старинный виноград который выращивают в Венгрии Черсеги Фюреш. Попробовать вино можно на фестивале «Червоне вино». где винодел постоянно принимает активное участие.
Винодел Василь Анталовський — 53 летний Василь винодел в третьем поколении. Виноград для вина выращивает с. Бобовище, Мукачевском района. Имеет авторские разработки «Чорний принц», «Біла принцеса», «Монолог душі». Занимал призовые места на фестивале вина «Червоне вино», который ежегодно проходит в г. Мукачево. Там же можно и попробовать вино от Василия Анталовського.